# Ghedina (famiglia)
I Ghedina sono un'antica famiglia regoliera originaria di Ampezzo ma diffusasi lungo i secoli in tutto il resto del Tirolo, nonché in America, Cina e diverse città italiane (Milano, Firenze, Urbino, Bologna, Napoli). Tra i suoi membri si contano numerosi personaggi di spicco, specialmente in ambito sportivo e artistico.

## Araldica

### Stemma antico
Secondo la tradizione, il blasone originale della casata venne conferito a Giovanni Ghedina o Śan de Ghedina, in ampezzano (1460 ca -1540 ca) da Massimiliano I d'Asburgo il 20 marzo 1513, due anni dopo che Ampezzo fu da lui conquistato; il Ghedina, fungendo da intermediario tra i valligiani e l'imperatore, sarebbe stato premiato con la concessione di uno stemma. Un'altra versione asserisce che esso sarebbe stato ottenuto per meriti militari non meglio specificati.
In ogni caso, la prima testimonianza certa risale al XVIII secolo, quando il blasone compare in un ritratto oggi custodito a Bressanone. 
La sua definizione araldica è la seguente: di nero, alla testa di gallo d'oro, barbato e bargigliato di rosso.

### Stemma dei Ghedinade Tomasc
Sul monumento funebre del ramo dei Ghedina detto de Tomasc, nel cimitero comunale di Cortina d'Ampezzo, è raffigurata una versione leggermente diversa dello stemma originale della dinastia. 
La sua definizione araldica è la seguente: di nero, alla testa di gallo d'oro, barbato e bargigliato di rosso, sinistrato di rosso, al  capo d'argento.

### Stemma di Pietro Ghedina (1612-1697)
Un altro simbolo araldico venne adoperato da Pietro Ghedina (Cortina d'Ampezzo, 1612 - Marebbe, 1697) parroco-decano di Marebbe dal 1645 fino alla sua morte. La raffigurazione più antica dello stemma risale al ritratto del suddetto, conservato a Marebbe.
La sua definizione araldica è la seguente: palato d'argento e d'azzurro, di 4 pezzi, ai 4 gigli posti 1, 2, 1 dell'uno all'altro.

### Stemma moderno
Un blasone simile a quello originale di Pietro Ghedina si trova spesso affrescata o dipinta su case o mobili in raffigurazione contemporanee. Le origini di tale versione dello stemma non sono chiare, deriva forse da una rielaborazione di quello di Pietro Ghedina. Un'altra teoria è che esso sia nato dalla confusione del blasone dei Ghedina con quello dei Ghedini, altra famiglia ampezzana che tuttavia non ha nulla a che fare con la prima.
La sua definizione araldica è la seguente: partito d'argento e d'azzurro (o di nero), ai 3 gigli posti 2, 1, quelli in capo dell'uno nell'altro, quello in punta dell'uno all'altro.

## Membri illustri
- Bruno Ghedina (Cortina d'Ampezzo, 1943 - Belluno, 2021) – hockeista su ghiaccio italiano
- Eligia Ghedina (Cortina d'Ampezzo, 1877 - Cortina d'Ampezzo, 1931) – poetessa ampezzana
- Gino Ghedina (Cortina d'Ampezzo, 1894 - Venezia, 1955) – pittore ampezzano
- Giorgio Ghedina (Cortina d'Ampezzo, 1959) – bobbista italiano
- Giuseppe Ghedina (Cortina d'Ampezzo, 1842 - Cortina d'Ampezzo, 1883) – alpinista austroungarico
- Giuseppe Ghedina (Cortina d'Ampezzo, 1825 - Cortina d'Ampezzo, 1898) – pittore ampezzano e patriota risorgimentale
- Giuseppe Ghedina (Cortina d'Ampezzo, 1898 - Cortina d'Ampezzo, 1986) – sciatore ampezzano
- Guerrino Ghedina (Cortina d'Ampezzo, 1956) – bobbista italiano
- Guido Ghedina (Cortina d'Ampezzo, 1931) – sciatore alpino italiano
- Kristian Ghedina (Pieve di Cadore, 1969) – sciatore e pilota automobilistico italiano
- Luigi Ghedina (Cortina d'Ampezzo, 1924 - Cortina d'Ampezzo, 2009) – alpinista italiano
- Luigi Ghedina (Cortina d'Ampezzo, 1829 - Cortina d'Ampezzo, 1900) – pittore ampezzano
- Minu Ghedina (Klagenfurt, 1959) – pittrice austriaca